# صالحة عبيد
صالحة عبيد، كاتبة إماراتية من مواليد الشارقة عام 1988م. صُدر لها عدد من المجموعات القصصية والروايات منها قصة «زهايمر» التي صدرت عام 2010 وترجمت إلى اللغة الألمانية. حصلت على جوائز عديدة منها جائزة العويس للإبداع عن قصتها «خصلة بيضاء بشكل ضمني» في عام 2016.  

## السيرة الذاتية
- كاتبة وروائية ولدت في عام 1988 في دولة الإمارات العربية المتحدة. تخرجت في جامعة الشارقة ونالت شهادة البكالوريوس في الهندسة الإلكترونية.[2]
- نشرت مجموعات قصصية قصيرة، وعدداً من الروايات منها رواية «لعلها مزحة»، و«iPad: الحياة على طريقة زوربا».[2][3]
- نشرت أول مجموعة قصصية لها «زهايمر» في عام 2010 عن دار أبوظبي للثقافة والتراث ثم تُرجمت بعدها بعام إلى اللغة الألمانية.[2]
- في عام 2018، أصدرت أول رواية لها بعد ثلاث مجموعات قصصية «لعلها مزحة» عن دار المتوسط، إيطاليا.
- فازت عبيد بجوائز عديدة ففي عام 2013 حصلت على المركز الثالث في جائزة التبادل الإماراتي الإيطالي في القصة القصيرة، ونالت على جائزة العويس للإبداع عن كتابها «خصلة بيضاء بشكل ضمني» في عام 2016، كما أنها فازت بجائزة الإمارات للشباب في مجال الثقافة والكتابة الأدبية في عام 2017.[4][5][6][7]
- هي عضو مؤسس لمجموعة «نون الشباب» في ندوة الثقافة والعلوم، وعضو بهيئة تحرير مجلة تابعة لاتحاد كتاب وأدباء الإمارات «بيت سرد»، وعضو رابطة أديبات الإمارات.
- كاتبة عمود في جريد «رؤية» الإماراتية ولها عمود ثابت باسم «شقائق حلم» في جريدة هماليل.[8][9]

## المؤلفات

### مجموعة قصصية
- زهايمر، أبوظبي للثقافة والتراث، 2010 (ردمك:9789948016557)
- ساعي السعادة، كتاب للنشر والتوزيع، دبي، 2011 (ردمك:9789948164753)
- خصلة بيضاء بشكل ضمني، كتاب للنشر والتوزيع، دبي، 2015 (ردمك:9789948187813)

### روايات
- iPad: الحياة على طريقة زوربا، كتاب للنشر والتوزيع، 2013 (ردمك:9789948440482)
- لعلها مزحة، منشورات المتوسط ودار ميلاد للنشر والتوزيع، 2018 (ردمك:9788885771802)
- دائرة التوابل، منشورات المتوسط، 2022.[10]

## الجوائز
- حصلت على المركز الثالث في جائزة التبادل الإماراتي الإيطالي في القصة القصيرة، 2013.
- جائزة العويس للإبداع عن قصتها «خصلة بيضاء بشكل ضمني»، 2016.
- جائزة الإمارات للشباب عن فئة الكتابة الإبداعية لأعمالها الأدبية، 2017.